# Entrepôt Kerveguen
Pour les articles homonymes, voir Kerveguen.
L'entrepôt Kerveguen, parfois appelé magasin Kerveguen ou maison Roussin, est un ancien entrepôt de l'île de La Réunion, département et région d'outre-mer français dans le sud-ouest de l'océan Indien. Il accueille depuis 2000 le siège de l'administration supérieure des Terres australes et antarctiques françaises.

## Présentation

Logo des Terres australes et antarctiques françaises

Situé en surplomb de la rivière d'Abord rue Gabriel-Dejean, dans le centre-ville de Saint-Pierre, il a probablement été construit par Gabriel Le Coat de Kerveguen dans les années 1830-1840 alors que celui-ci exerçait comme négociant. L'édifice est inscrit aux monuments historiques depuis le 3 mars 1995,.